# HD 132563
HD 132563 är en trippelstjärna, belägen i den norra delen av stjärnbilden Björnvaktaren. De två upplösbara komponenterna i systemet benämns HD 132563A och HD 132563B. Den har en skenbar magnitud av ca 8,9 och kräver åtminstone en stark handkikare eller ett mindre teleskop för att kunna observeras. Baserat på parallaxmätning inom Hipparcosuppdraget på ca 10,4 mas, beräknas den befinna sig på ett avstånd på ca 310 ljusår (ca 100 parsek) från solen. Den rör sig närmare solen med en heliocentrisk radialhastighet på ca –6,5 km/s.

## Egenskaper
Primärstjärnan HD 132563 A är en gul till vit stjärna i huvudserien av spektralklass F8 V. Den har en massa som är ungefär en solmassa  och en effektiv temperatur på 6 200 K.
HD 132563 A är en spektroskopisk dubbelstjärna med en omloppsperiod på mer än 15 år och en excentricitet större än 0,65. Den mindre stjärnan i detta tätt kretsande par har en massa av ca 55 procent av solens massa.

## Planetsystem
Baserat på radiella hastighetsvariationer hos HD 132563 B har av S. Desidera et al. (2011) noterats närvaro av en jätteplanet med en massa motsvarande omkring 1,5 Jupitermassa. Den kretsar runt stjärnan med en omloppsperiod av 1 544 dygn, på ett avstånd av ca 2,6 AE och med en excentricitet av 0,22.